# Palau reial d'Olite
El palau reial d'Olite o Palau dels Reis de Navarra d'Olite és una construcció del segle xv amb caràcter cortesà i militar, on els aspectes residencials van prevaler sobre els militars, situat al municipi navarrès d'Olite. Construït durant els segles xiii i xiv fou una de les seus de la cort del Regne de Navarra a partir del regnat de Carles III "El Noble".

## Història

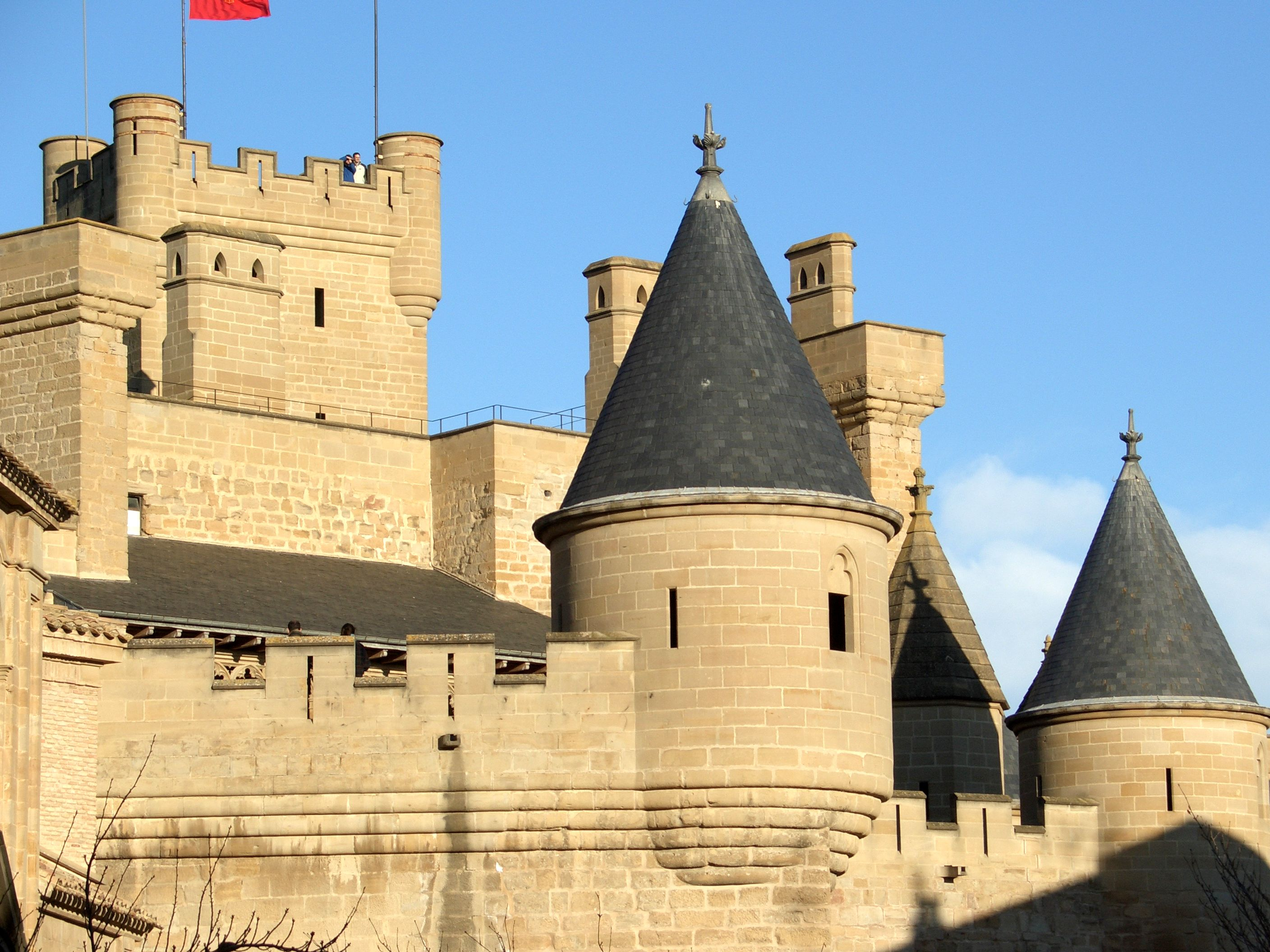
Palau reial d'Olite

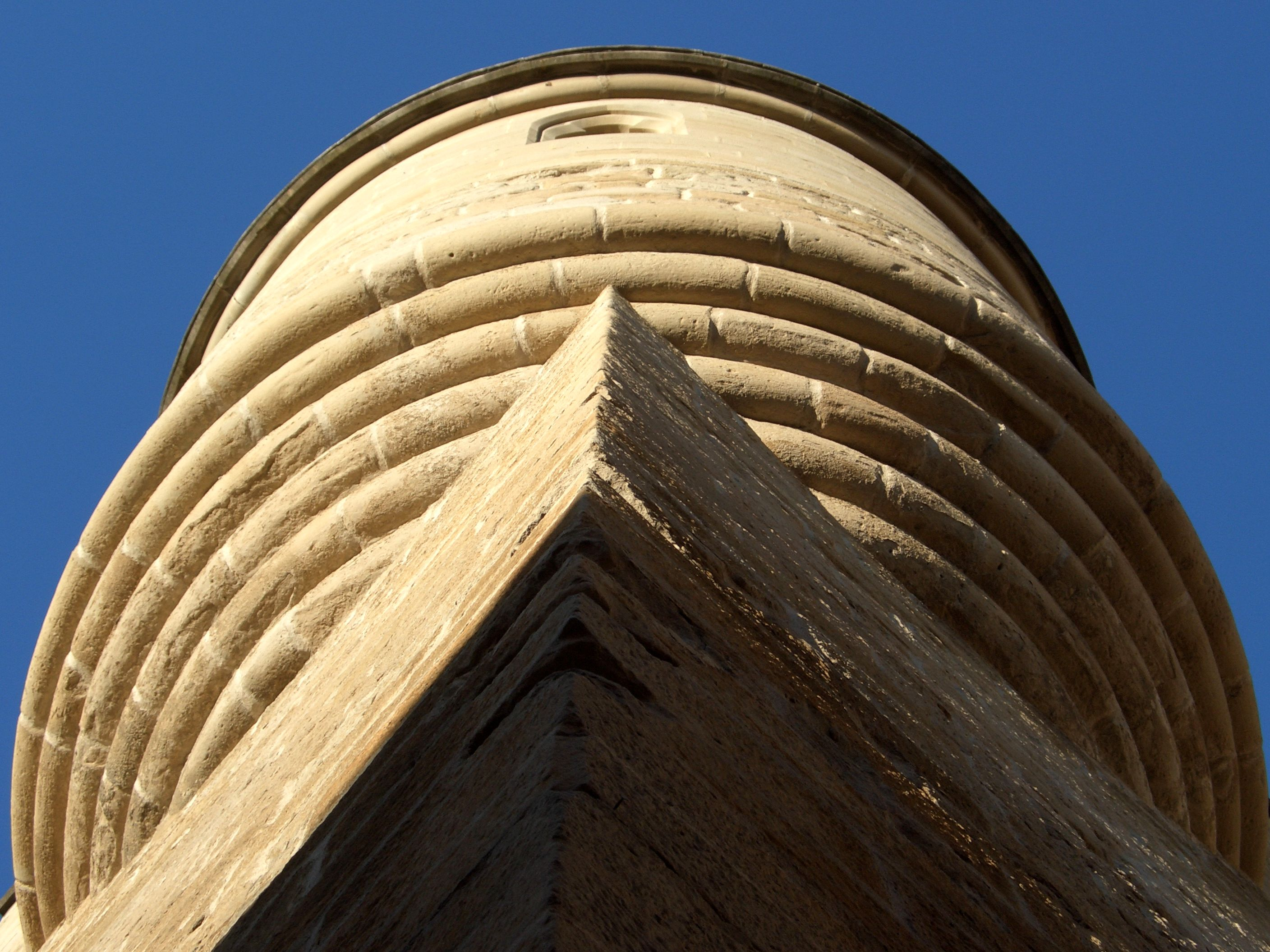
Detall d'una torre

Fou Carles III el Noble qui en el segle xv va començar l'ampliació de l'anterior castell, donant lloc al Palau dels Reis de Navarra. Encara que gairebé tots en diuen "castell", el correcte és referir-se a ell com "palau", ja que es tracta d'una construcció amb caràcter cortesà, on els aspectes residencials van prevaler sobre els militars.
Un dels seus principals encants és l'aparent desordre del seu disseny. Això es deu al fet que la seva construcció mai no es va afrontar com un projecte "de conjunt", obtenint aquest resultat final degut a les contínues obres d'ampliació i reformes que es van succeir durant segles, encara que la major part de les obres es van realitzar entre finals del segle xiv i principis del segle xv. El llavors rei de Navarra, Carles III el Noble, va decidir convertir el palau existent en la seva seu reial permanent i dotar-la de tot l'ornament propi d'aquestes.
El conjunt format per les seves estances, jardins i fosses, envoltats per les altes muralles i rematats per les nombroses torres, li confereixen una silueta espectacular i màgica. En la seva època, va arribar a ser considerat com un dels més bells d'Europa. S'hi poden diferenciar clarament dos recintes: el Palau Vell, convertit en Parador de Turisme, i el Palau Nou. Després de la invasió de Navarra a començaments del segle xvi per part de la Corona de Castella, l'estat d'abandonament en el qual va quedar immers el palau va fer que aquest anés deteriorant-se progressivament, ja que només va ser utilitzat pels virreis com a residència esporàdica. Aquest procés va culminar amb l'incendi ordenat pel guerriller Francisco Espoz y Mina durant la Guerra del Francès (1813), davant del temor que s'hi repleguessin les tropes franceses de Napoleó.
L'estat actual de l'edifici és fruit d'una restauració, encara sense concloure, després convocatòria d'un concurs el 1923 per part de la Diputació Foral de Navarra que van guanyar els arquitectes José i Javier Yárnoz i que es van iniciar el 1937. La intenció d'aquesta complexa tasca és la de recuperar l'estructura original del palau. Així, podrem distingir entre el que correspon a l'edifici original, i el que es deu a la seva restauració. Tanmateix, la riquísima decoració interior que revestia els seus murs s'ha perdut per sempre, igual que els jardins exteriors que l'envoltaven.